# Paronychia illecebroides
Paronychia illecebroides är en nejlikväxtart som först beskrevs av Chr. Sm. och Philip Barker Webb, och fick sitt nu gällande namn av Philip Barker Webb. Paronychia illecebroides ingår i släktet prasselörter, och familjen nejlikväxter. Utöver nominatformen finns också underarten P. i. nicolauensis.